# Ununennium
Ununennium, nebo eka-francium, je dočasný název zatím neobjeveného prvku periodické tabulky, který má provizorní značku Uue. Teoreticky by byl prvním prvkem 8. periody a 8. prvkem skupiny alkalických kovů. Jako většina alkalických kovů by tedy byl extrémně reaktivní s vodou za vzniku vodíku a jeho hodnota elektronegativity by byla velmi nízká.

## Historie
Pokus o syntetizaci ununennia se uskutečnil v roce 1985 bombardováním einsteinia vápníkem v superHILAC urychlovači v Berkeley v Kalifornii.
Reakce měla proběhnout přes složené jádro Uue* ve vzbuzeném stavu:
{\displaystyle \,_{99}^{254}\mathrm {Es} +\,_{20}^{48}\mathrm {Ca} \to \,_{119}^{302}\mathrm {Uue} ^{*}\to \,_{119}^{(302-x)}\mathrm {Uue} +x\,_{0}^{1}\mathrm {n} }
Při tomto experimentu ale nebyly zaznamenány žádné atomy Uue.